# Lophaetus occipitalis
A águia-de-poupa (Lophaetus occipitalis) é uma águia africana encontrada do Senegal à Etiópia e África do Sul. Tal espécie possui plumagem negra e longo topete que a torna inconfundível. Olhos amarelos. 53-58 cm, envergadura 115 cm. Residente. É encontrada com certa facilidade.
Também é conhecida pelo nome de cocorano.